# Mateřinka (divadelní festival)
Mateřinka je mezinárodní soutěžní festival profesionálního loutkového divadla, který se zaměřuje výhradně na tvorbu pro děti předškolního věku.
Festival je bienále, které vzniklo v roce 1972. Původně se festival konal nepravidelně v Liberci a Českých Budějovicích, od roku 1991 již pouze v Liberci. Jeho pořadatelem je dnes Naivní divadlo v Liberci.
Uplynulé ročníky

1. 1972, Liberec (označovaný též za nultý ročník)
2. 1973, Liberec
3. 1974, České Budějovice
4. 1975, Liberec
5. 1976, České Budějovice
6. 1979, Liberec
7. 1981, České Budějovice
8. 1983, Liberec
9. 1985, České Budějovice
10. 1987, Liberec
11. 1989, České Budějovice, Třeboň
12. 1991, Liberec
13. 1993, Liberec
14. 1995, Liberec
15. 1997, Liberec
16. 1999, Liberec
17. 2001, Liberec
18. 2003, Liberec
19. 2005, Liberec
20. 2007, Liberec
21. 2009, Liberec
22. 2011, Liberec